# Гопак
Гопак (укр. гопа́к, IPA: ) је украјински народни плес настао као мушки плес међу Запорошким козацима, али су га касније плесали парови, мушки солисти и мешовите групе играча. Изводи се најчешће као самостални концертни плес аматерских и професионалних украјинских плесних ансамбала, као и других извођача народних игара. Такође је уграђен у веће уметничке опусе као што су опере, балети и позориште.
Гопак се често популарно назива Национални плес Украјине и постао је веома популаран у Пољској. Постоје сличне фолклорне плесне мелодије познате као Симпра на Леросу, Грчка.

## Етимологија
Назив гопак је изведен од глагола гопати (укр. гопати) што значи скакући, као и одговарајућег узвика хоп! (укр. гоп) који се може изговорити током скока као израз изненађења или чуђења.

## Историја

### Средњовековна историја
Гопак се у почетку развио као козачки друштвени плес (укр. побyтовi танці), а практиковао се у земљама данашње Украјине beginning почев од 16. века. Док се у милитаристичком Запорошком Сичу углавном није гледало на забаву и одвраћања од војне обуке, такви прописи су занемаривани када су се Козаци враћали као победници после битке. Кобзари и други музичари свирали би своје инструменте- виолине, гајде, бандуре, цимбале и сопилке - док би остали учесници плесали.
Слављенички гопаки плес изводили су само мушки учесници, јер су се одвијали у искључиво мушкој средини. Извођачи су били млади, бучни плаћеници, а не професионални играчи; као такви, извођени плесни кораци су били претежно импровизациони, одражавајући осећај мушкости, херојства, брзине и снаге извођача. Извођени кораци укључивали су многе акробатске скокове (укр. стрибки. Често би се борбе са бојног поља поново приказивале пантомимом, са правим мачевима, копљима или другим оружјем, док би се извођач обрушивао на невидљиве непријатеље. Ови плесови нису били везани за одређене ритмове, а плесачи су могли да промене темпо у било ком тренутку.
Такви празнични плесови су се по карактеру умногоме разликовали од старијих обредних игара (укр. oбpядовi танці), као што је Хоровод, који је раније био доминантно кореографско дело у Рутенији. Примарна разлика је био пол учесника – сви су мушкарци – за разлику од претежно женских ритуалних плесова.
Са подизањем козачког статуса у региону, гопаки је почео да се појављују у свим њиховим селима. За разлику од мушких плесова који се срећу у Сичу, ови плесови су били мешовити, а млади момци и девојке су заједно плесали слављеничке покрете. Док су главну улогу задржали мушки извођачи, почели су да се додају структурни елементи, као што су кружне форме и парови који се крећу заједно у формацији; ови развоји су највероватније били изведени из кореографске историје ритуалних игара у том крају.
Ниједан плес који су козаци изводили у то време никада није забележен. Гијом Левасер д’ Боплан је забележио чињеницу да су козаци плесали на такав начин, а други историјски извештаји то потврђују. Касније су Иван Котљаревски и Тарас Шевченко у својим делима описивали гопаки и расплесане козаке. Међутим, са уништењем Сича у 18. веку, плес је опстао само у свом мешовитом сеоском формату као слављеничка игра.

### Концертни плес
Након што су у 18. веку у кметским и сељачким позориштима, почели да се изводе плесови налик гопаку, професионалне драмске групе почеле су да уносе овај популарни плес у свој репертоар. Ове представе су само уградиле Гопак у већи опус, као што је оперета Наталка Полтавка. Управо је пионирски рад извођача у драмском ансамблу, етнокореолога Васила Верховињеца, почетком 20. века, омогућио да се игра развије у садашњи формат. Почетни рад Верховињеца подразумевао је окупљање аутентичних сеоских плесова широм централне Украјине и изградњу плесова који су прецизније представљали украјинску културну традицију. Његов пробој је, међутим, показао да сценски украјински плес може постојати као посебна сценска уметност, у форми концертног плеса. Он и његов ученик Васил Авраменко почели су да приређују представе широм западне Украјине, формирајући групе плесача у селима.
У пролеће 1935. године, Свесавезна организација за културне везе са иностранством пристала је да пошаље делегацију на предстојећи Први међународни фестивал народне игре у Лондону. Верховињец је радио са Леонидом Жуковом из Кијевске опере и балета Т. Шевченка и професионалним играчима из кијевске и харковске опере, на изградњи свите која представљала је Украјинске ССР-а. Са своје стране, Верховињец је кореографирао оно што је постало познато као "Лондонски Гопак" (укр. лондонський гопак): ово је био троделни плес, који се састојао од мушког плеса (слично оригиналном козачком плесу), другог споријег сегмента који су плесале само жене, и на крају узбудљиво затварање са мушким и женским плесачима који деле сцену. Овај плес је, уз додатак Жукова, тог лета освојио прву награду на фестивалу. Троделни Гопак је касније репризиран у септембру у Украјини као део опере "Запорожец за Дунајем". Формат троделног гопака касније су усвојили многи професионални ансамбли народних игара који су годинама кореографисали сопствене варијанте гопака.
У 1990. године двадесетак чланова Државног ансамбла народних игара Украјинске ССР одвојило се и основало Гопак! Украјинско плесно друштво, прво независно професионално плесно друштво  у Украјини, под управом Сергеја Макарова.

## Плесни кораци
Модерни гопак је кореографски плес направљен да изгледа пун импровизације. Већина наизглед импровизованих делова укључује соло плесаче, обично мушкарце, који изводе визуелно и технички невероватне акробатске потезе. То укључује скокове и окрете и обично су врхунац перформанса.
Остатак плеса укључује многе покрете које изводе складно, посебно плесачице, док мушки плесачи обично изводе секвенце чучњева.
Због брзине и енергије потребне за извођење успешног гопака, овај плес се обично изводи на крају програма. Као иу многим украјинским плесовима, играчи, посебно жене, не престају да се крећу до краја плеса.

## Музика
Музика за Гопак није стандардизована темпом или мелодијом, иако 2/4 време timeпреовлађује у већини аранжмана. Плес треба да изазове осећај импровизације, тако да се темпо музике мења из сегмента у сегмент, омогућавајући плесачима да се истакну. Мелодије песама Гоп, моји гречаники (укр. Гоп, мої гречаники) и Од Кијева до Лубења (укр. Од Києва до Лубень) могу се наћи у многим аранжманима Гопака. Гопаки се обично завршавају брзим и жестоким темпом, са неким бучним украјинским маршевима, као што је Засвитали козачењки (укр. Засвистали козаченьки).
Бројни композитори су компоновали гопак као део опере или балета:
Опере
- Модест Мусоргски, Сорочински сајам
- Петар Чајковски, Мазепа
- Николај Римски-Корсаков, Мајске ноћи
- Семен Гулак-Артемовски, Запорожец за Дунајем

Балети
- Арам Хачатурјан, Гајане
- Василиј Соловјов-Седој, Тарас Буљба
- Ћезаре Пуни, Мали грбави коњ
- Анатолиј Свјечников, Марусја Богуславка

## На другим пољима
Совјетски лидер Јосиф Стаљин је једном славно присилио свог могућег наследника Никиту Хрушчова (који је био шеф Комунистичке партије у Украјини) да плеше Гопак.
Гопак су извели плесачи у украјинским народним ношњама у оквиру кореографске свите Пријатељство народа током церемоније отварања Летњих олимпијских игара 1980. Овај догађај се одиграо на терену Центаралног стадиона Лењин, са великим делом трибине испод котла са олимпијским пламеном обојеним украјинским народним шарама током представе.
Током 2000-их, Хопак музику су увелико користиле Украјинке Ана Бесонова и Наталија Годунко у својим наступима у ритмичкој гимнастици.
У 2015, видео игрица Team Fortress 2 додала је гопак као подругљив потез под називом Казоцки Кик. Играчи могу да натерају свих 9 ликова да играју плес током игре.